# Lovelandkikker

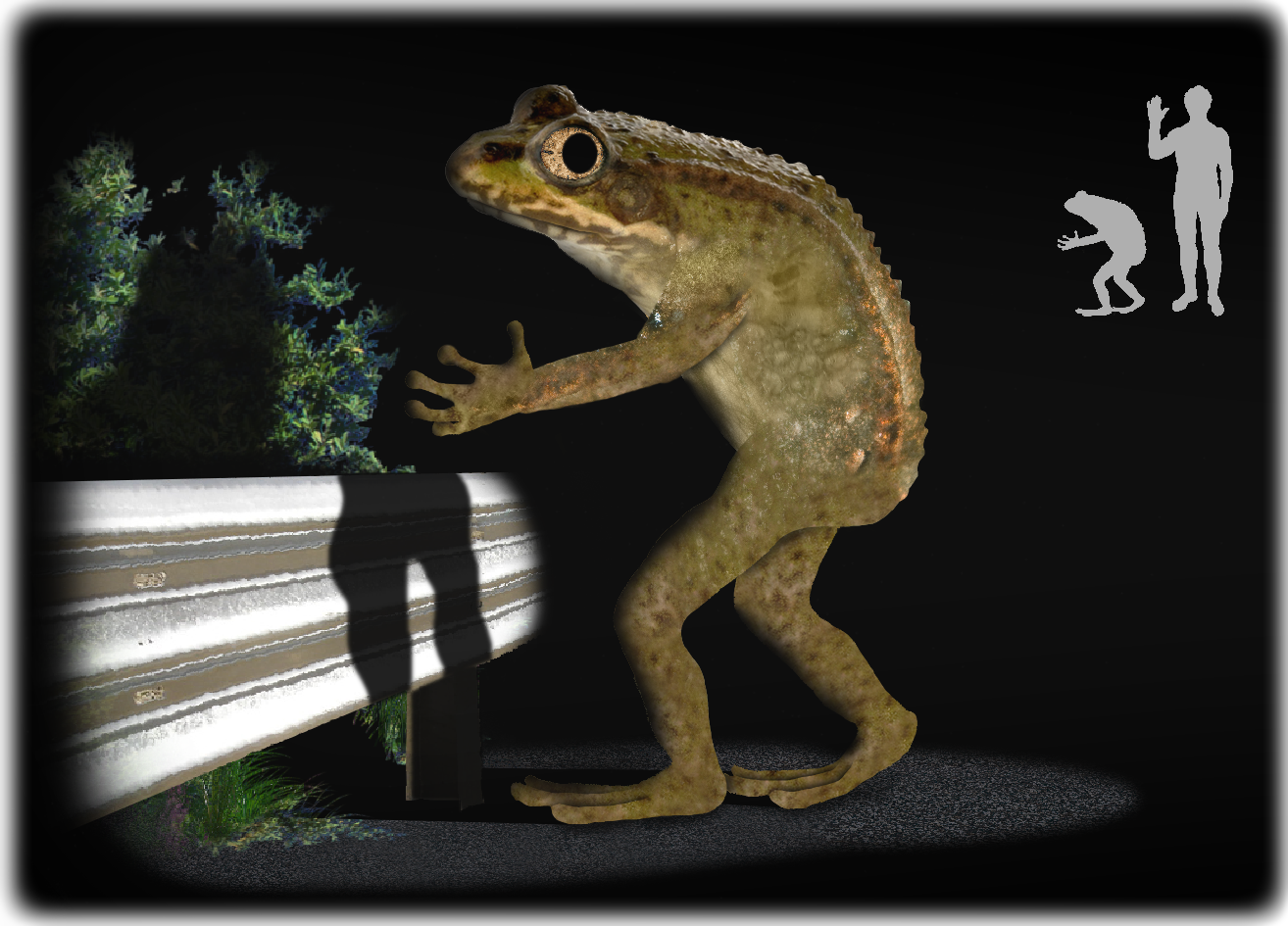
Artist's impression van een Loveland kikker

De Lovelandkikker of Lovelandhagedis (Engels: Loveland frog of Loveland lizard) is een legendarische menselijke kikker die in Loveland in Ohio zou leven. Volgens ooggetuigenverklaringen zou het wezen rechtopstaand ongeveer 1,20 meter groot zijn. Omdat men niet met zekerheid kan zeggen of het dier bestaat, valt het onder de cryptozoölogie.

## Meldingen
De eerste melding van het dier komt uit 1955. Van het verhaal achter deze melding worden drie verschillende versies verteld.
Het volgende verhaal komt in de drie versies overeen:
Een zakenman wiens naam niet genoemd wordt rijdt over een weg waarvan de naam niet genoemd wordt. (Mogelijk Hopewell Road.) Het zou diep in de nacht zijn geweest. Hoewel dit niet is vast te stellen zou het rond half vier 's nachts zijn gebeurd.
Volgens deze versie reed de zakenman langs de rivier, vlak bij een slecht verlichte brug, naar de 'Branch Hill'-buurt.
Hij zou drie figuren, met een lengte van 1 meter tot 1,20 meter, langs de weg hebben zien staan. De wezens stonden rechtop, en hadden geen haar, maar eerder een leerachtige huid. Tussen hun vingers en tenen zouden vliezen zitten en hun hoofden zagen eruit als de hoofden van kikkers. Toen de man dit zag parkeerde hij zijn auto aan de kant van de weg en kon hij ongeveer drie minuten lang naar de drie wezens kijken. Nadat hij een tijdje had toegekeken werd het de zakenman duidelijk dat de wezens aan het communiceren waren. Plotseling hield een van de schepsels een soort staf boven zijn hoofd. (Soms wordt de staf beschreven als een metalen cilinder.) Uit de staf schoot een lading vonken. De zakenman verliet angstig het tafereel.
In een andere versie ziet de zakenman de drie wezens staan in een brug en op een derde versie treft de zakenman twee wezens aan op de brug en één onder de brug.
De tweede melding vond pas weer plaats in 1972. Bij deze melding is meer duidelijkheid dan bij de melding uit 1955.
Op 3 maart 1972 om 1 uur 's nachts reed een politieagent genaamd Ray Shockey, over een weg langs de rivier, Loveland binnen. Hij zei langzaam te hebben gereden omdat het glad was op de weg. Toen Ray Shockey zag dat er verderop iets de weg aan het oversteken was, bracht hij zijn auto tot stilstand. Doordat het wezen dat de weg overstak volledig verlicht werd door de voorlampen van zijn auto, kon Ray een goede beschrijving geven:
Het wezen was 0,90 m tot 1,20 m lang. Het woog waarschijnlijk tussen de 20 en 35 kilogram en had een leerachtige huid; zoals de huid van een hagedis of kikker.
Het wezen zou gehurkt hebben gezeten zoals een kikker, maar ging rechtop staan en stond zoals een mens terwijl het politieagent Shockey recht in het gelaat keek. Daarna klom het over de vangrail en verdween het in de rivier.

## Scepsis
Professor in folklore, Edgar Slotkin, van de universiteit van Cincinnati vergeleek de Lovelandkikker met Paul Bunyan. Edgar stelde dat de verhalen ervan al meerdere decennia lang zijn doorverteld en dat waarnemingen van het wezen in voorspelbare patronen lijken voor te komen.